# 大初位
大初位（だいしょい、だいそい）は、日本の位階における位の一つ。従八位または従九位の下、少初位の上の位階である。

## 概要
律令制においては、さらに大初位上と大初位下の二階に分けられた。大初位は、一部の司の令史、大宰府の判事大令史、家司の一品家少書吏、二品家大書吏、職事一位家少書吏、掃部寮の少属などに相当する。
明治時代初期の太政官制においては上下の区別がなくされた。また、大初位は、明治2年（1869年）8月22日に定められた職員令により、相当の職もなくなった
。
栄典としての位階制が定められた叙位条例（明治20年勅令第10号）、位階令（大正15年勅令第325号）には、初位はない。